# Kreis Szentlőrinc
Der Kreis Szentlőrinc (ungarisch Szentlőrinci járás) ist Nachfolger des Kleingebiets Szentlőrinc (Szentlőrinci kistérség), das im Rahmen der ungarischen Verwaltungsreform Ende 2012 aufgelöst und in den gleichnamigen Nachfolgerkreis überführt wurde. Die 20 Gemeinden wurden noch um die Gemeinde Szentdénes aus dem Kleingebiet Szigetvár verstärkt. Der kleine Kreis liegt in der Mitte des Komitats, die Bevölkerungsdichte liegt unter der des Komitats.

## Gemeindeübersicht
| Gemeinde          | Status   | Herkunft Kleingebiet | Einwohnerzahl | Einwohnerzahl | Einwohnerzahl | Fläche     | Bevölkerungs- dichte (Ew./km²) |
| Gemeinde          | Status   | Herkunft Kleingebiet | 01.10.2011    | 01.01.2013    | 01.01.2016    | 01.01.2016 | Bevölkerungs- dichte (Ew./km²) |
| ----------------- | -------- | -------------------- | ------------- | ------------- | ------------- | ---------- | ------------------------------ |
| Bicsérd           | Gemeinde | Szentlőrinc          | 1.031         | 1.005         | 1.001         | 19,75      | 50,7                           |
| Boda              | Gemeinde | Szentlőrinc          | 422           | 416           | 415           | 15,42      | 26,9                           |
| Bükkösd           | Gemeinde | Szentlőrinc          | 1.116         | 1.104         | 1.092         | 30,15      | 36,2                           |
| Cserdi            | Gemeinde | Szentlőrinc          | 386           | 392           | 386           | 6,46       | 59,8                           |
| Csonkamindszent   | Gemeinde | Szentlőrinc          | 165           | 159           | 151           | 5,53       | 27,3                           |
| Dinnyeberki       | Gemeinde | Szentlőrinc          | 93            | 81            | 84            | 8,56       | 9,8                            |
| Gerde             | Gemeinde | Szentlőrinc          | 541           | 540           | 509           | 12,76      | 39,9                           |
| Gyöngyfa          | Gemeinde | Szentlőrinc          | 136           | 140           | 140           | 8,78       | 15,9                           |
| Helesfa           | Gemeinde | Szentlőrinc          | 522           | 516           | 477           | 9,87       | 48,3                           |
| Hetvehely         | Gemeinde | Szentlőrinc          | 466           | 487           | 504           | 21,38      | 23,6                           |
| Kacsóta           | Gemeinde | Szentlőrinc          | 273           | 272           | 262           | 9,51       | 27,5                           |
| Királyegyháza     | Gemeinde | Szentlőrinc          | 957           | 956           | 881           | 22,89      | 38,5                           |
| Okorvölgy         | Gemeinde | Szentlőrinc          | 80            | 85            | 71            | 3,11       | 22,8                           |
| Pécsbagota        | Gemeinde | Szentlőrinc          | 90            | 94            | 100           | 6,07       | 16,5                           |
| Sumony            | Gemeinde | Szentlőrinc          | 422           | 430           | 425           | 20,21      | 21,0                           |
| Szabadszentkirály | Gemeinde | Szentlőrinc          | 794           | 793           | 726           | 12,69      | 57,2                           |
| Szentdénes        | Gemeinde | Szigetvár            | 302           | 288           | 285           | 12,15      | 23,5                           |
| Szentkatalin      | Gemeinde | Szentlőrinc          | 93            | 91            | 85            | 13,31      | 6,4                            |
| Szentlőrinc       | Stadt    | Szentlőrinc          | 6.662         | 6.750         | 6.401         | 27,81      | 230,2                          |
| Velény            | Gemeinde | Szentlőrinc          | 140           | 140           | 109           | 7,09       | 15,4                           |
| Zók               | Gemeinde | Szentlőrinc          | 307           | 305           | 314           | 8,93       | 35,2                           |
| Kreis Szentlőrinc |          |                      | 14.998        | 15.044        | 14.418        | 282,43     | 51,0                           |